# Alternaria multirostrata
Alternaria multirostrata är en svampart som beskrevs av E.G. Simmons & C.R. Jacks. 1968. Alternaria multirostrata ingår i släktet Alternaria och familjen Pleosporaceae.   Inga underarter finns listade i Catalogue of Life.